# Bousée
De Bousée is een heuvel nabij Buissenal in de Belgische provincie Henegouwen.

## Wielrennen
De helling is opgenomen in de bewegwijzerde Route des Collines voor recreatieve fietsers.